# Aspendos
Aspendos (řecky Ασπενδος) bylo antické město v Pamfýlii, jehož ruiny s výjimečně dobře zachovalým amfiteátrem leží v jižním Turecku asi 46 km východně od Antalye poblíž vesnice Balkesu na řece Eurymedon (Köprüçay) 16 km od pobřeží Středozemního moře. Amfiteátr pro asi 20 tisíc diváků pocházející z římské císařské doby se stále využívá pro kulturní akce.

## Galerie

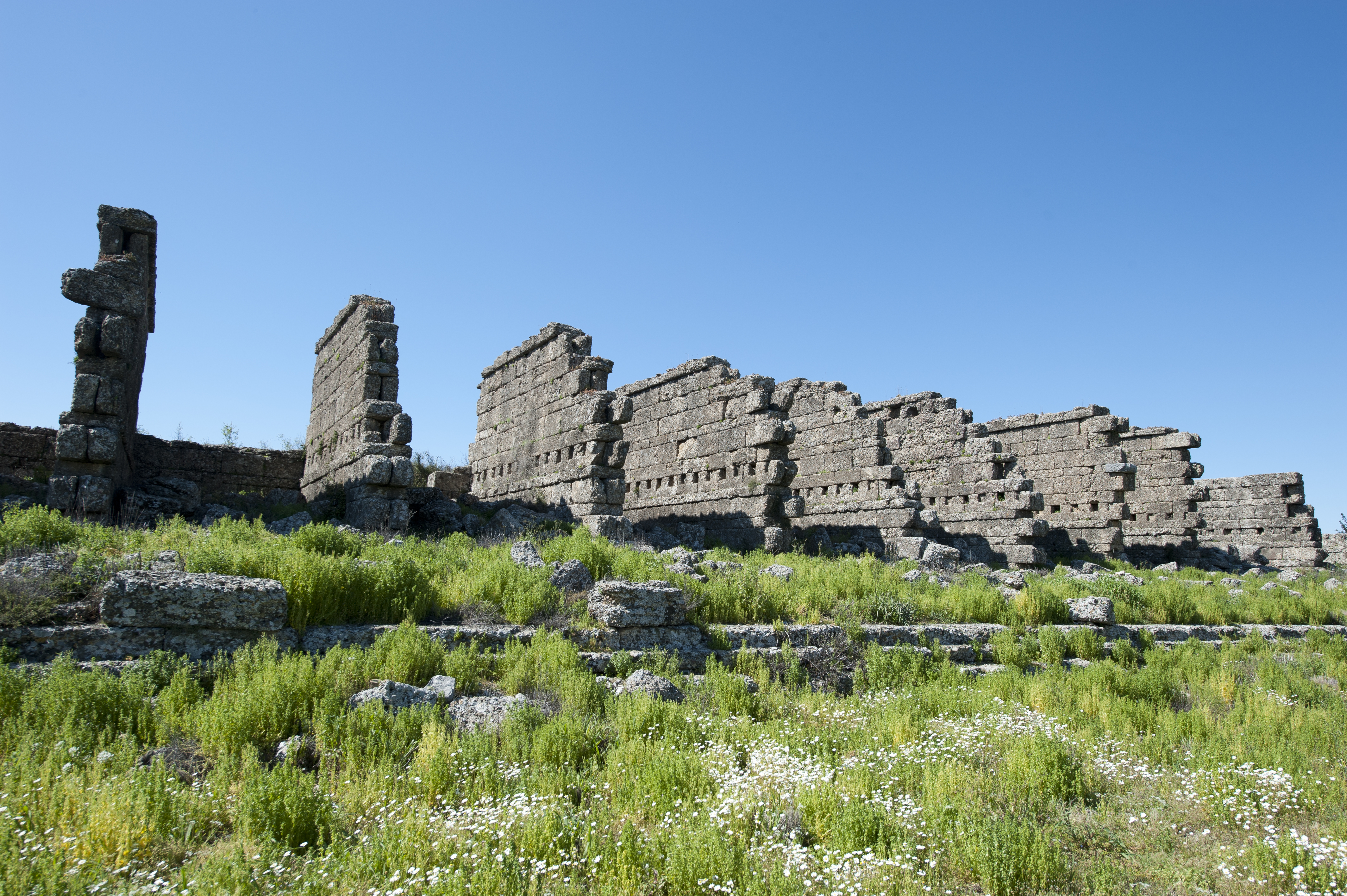
Ruiny tržnice
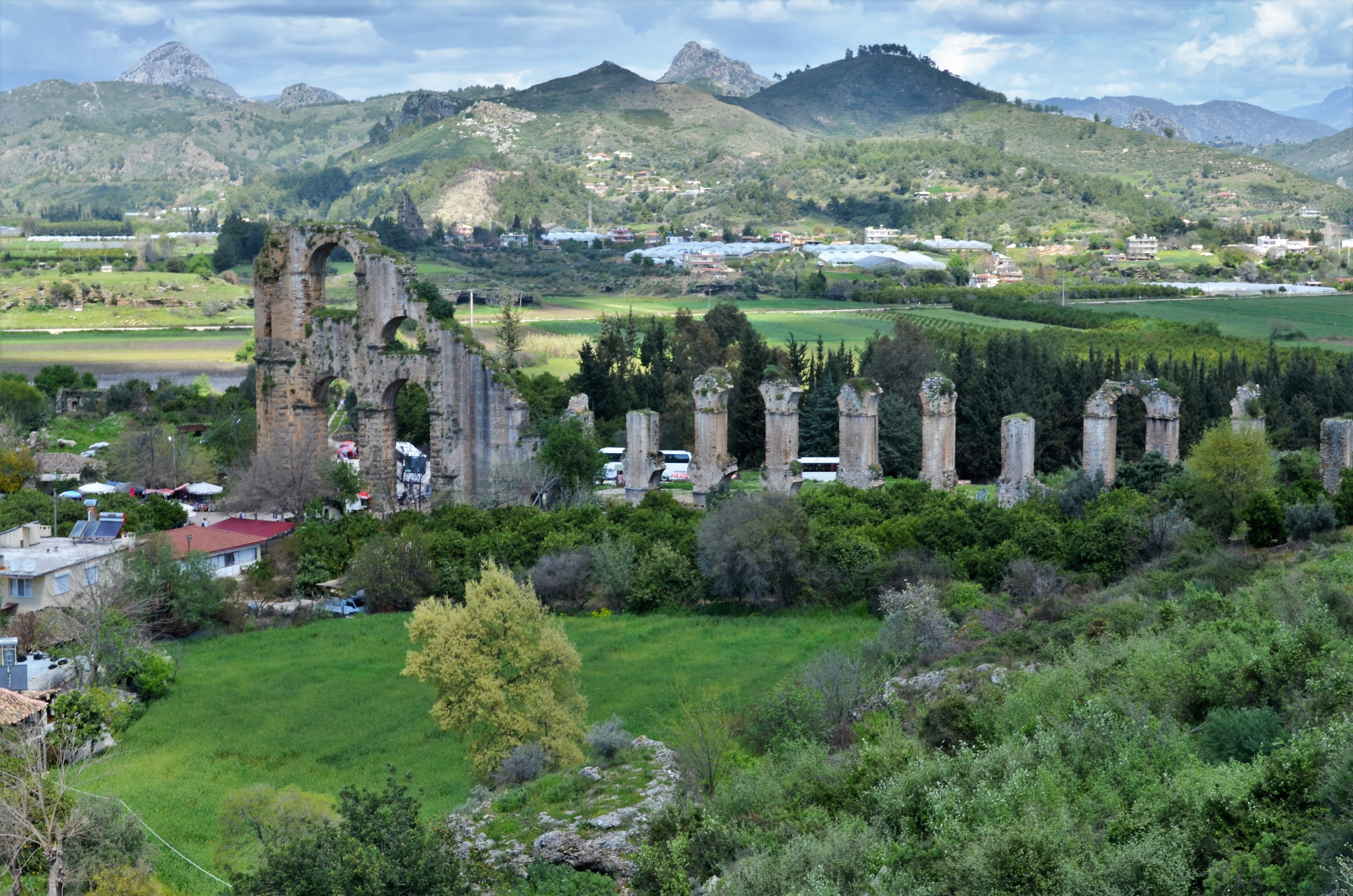
Krajina u Aspendu
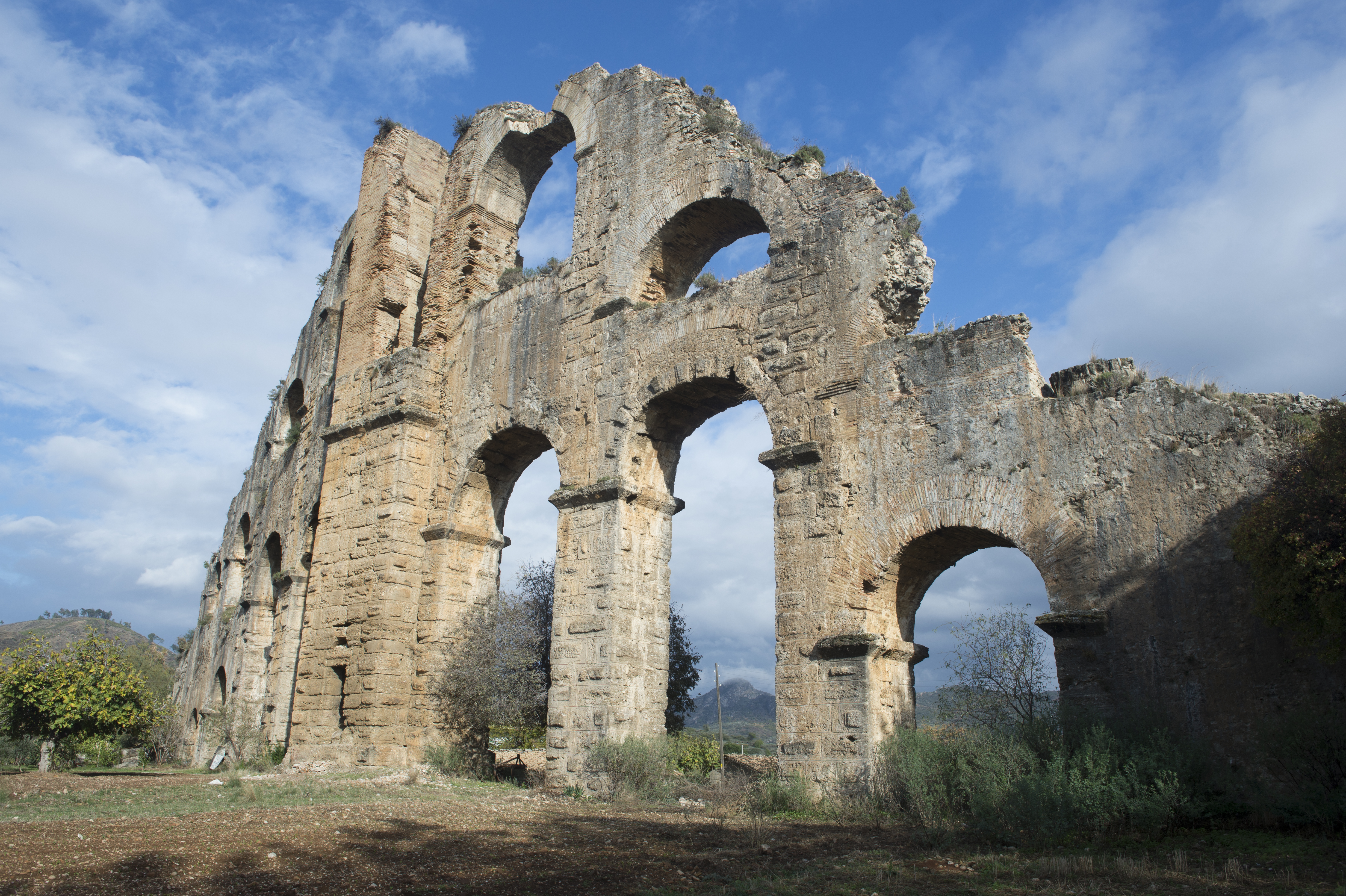
Akvadukt
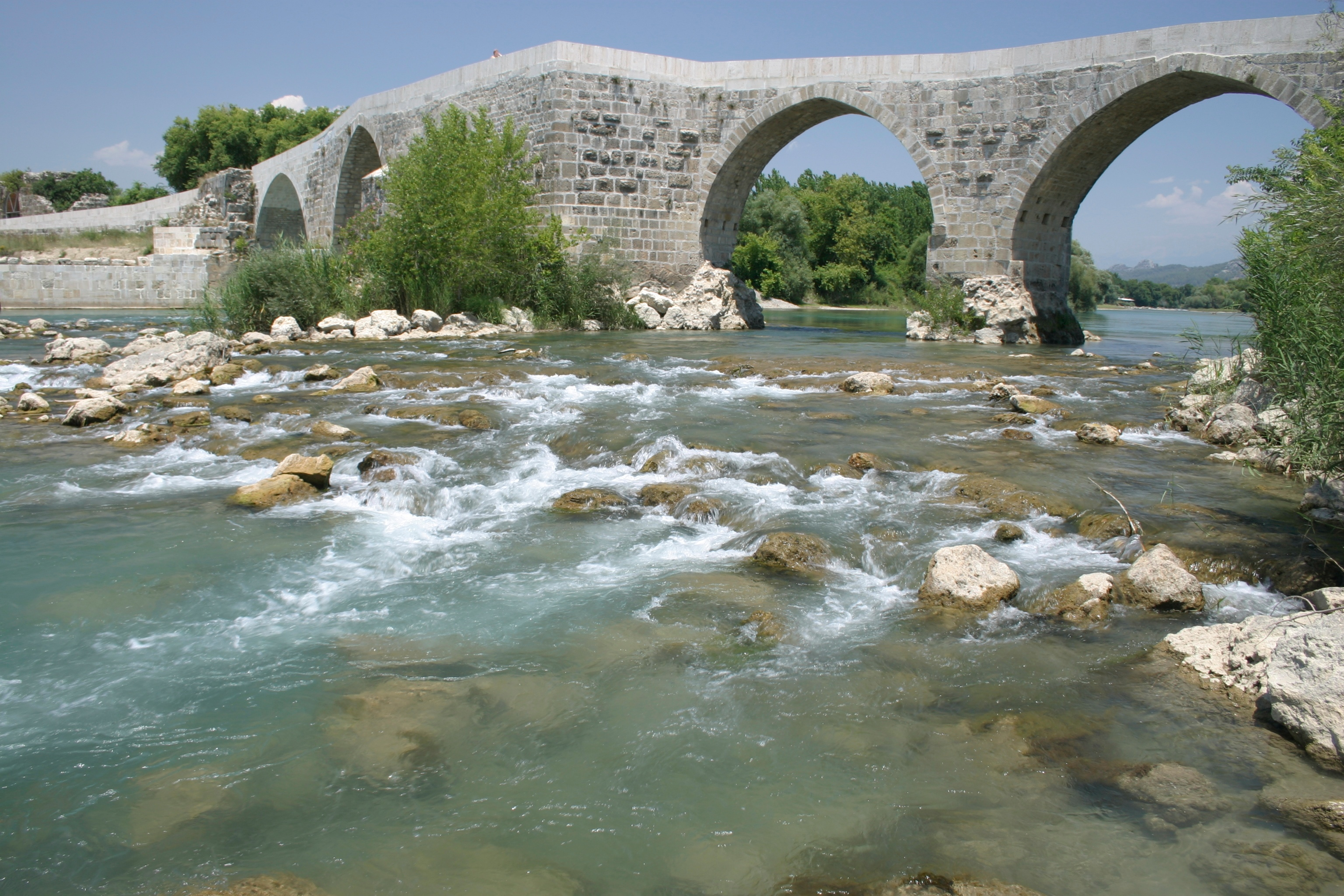
Most přes řeku Eurymedon (nyní Köprüçay)